# The King's Pirate
The King's Pirate é um filme de pirata (ação e aventura) produzido nos Estados Unidos, dirigido por Don Weis e lançado em 1967. É uma refilmagem do filme de 1952, Against All Flags, dirigido por George Sherman.